# Paul Petrescu (etnolog)
Paul Petrescu  (n. 27 iunie 1921, Cetatea Albă, Județul Cetatea-Albă, România – d. 18 iulie 2009, Great Barrington⁠(d), Massachusetts, SUA) este un etnolog român din SUA, membru de onoare din străinătate al Academiei Române (1993).
Fiu al unui senator liberal de Cetatea Albă, va urma cursurile Facultății de litere și filosofie, unde își va susține teza de doctorat în anul 1968. A fost angajat la Muzeul satului, apoi la  Institutul de istoria artei la sectorul de etnologie, cercetător științific, ulterior șef de sector, se transferă la Institutul de etnografie și folclor unde va ajunge la fel șef de sector. 
Deși a activat până în 1989 în viața culturală românească, sunt puține înregistrări scrise despre activitatea sa. A colaborat cu arhitecți (Florea Stănculescu, Anton Dîmboianu, Adrian Gheorghiu), cu remarcabili critici de artă populară, dar nu numai (Olga Horșia, Georgeta Stoica, Paul Henri Stahl, Elena Secoșan, Cornel Irimie) și cele mai multe lucrări sunt realizate în volume publicate în colaborare, cu texte redactate indivdual. A ținut la facultatea de istoria artei, cursul de artă populară, dar a fost preocupat și de arta contemporană.  

## Volume publicate ca singur autor
Costumul popular romînesc din Transilvania și Banat, Paul Petrescu,  București, Editura de Stat Didactică și Pedagogică, 1959.
Broderii pe piele în arta populară romînească, București, Editura Meridiane, 1968 
Le broderies sur cuir dans l'art populaire roumain, București, Editura Meridiane, 1968
Imaginea omului în arta populară romînească, București, Editura Meridiane, 1969
Motive decorative celebre, contribuții la studiul ornamenticii romînești, Paul Petrescu, București, București, Editura Meridiane, 1971
Holzbaukunst în den Dorfern Rumaniens, București, Editura Meridiane, 1974
Creația plastică țărănească, Paul Petrescu, Bucuresti,București, Editura Meridiane,1976
Creatia plastica țărănească, Paul Petrescu, (lb. italiană), Bucuresti, Editura Meridiane, 1976.
Arcade în timp, Editura Eminescu, 1983
Tentația confluențelor, București, Editura Eminescu, 1985

## Volume publicate în colaborare
Arhitectura din muzeul satului, Paul Petrescu, Paul H Stahl, Anton Dîmboianu,   București, Editura Tehnică, 1955?
Arta populară în Republica Populară Romînă. Ceramica, Barbu Slătineanu, Paul H. Stahl, Paul Petrescu, București, 1958
Die Volkkunst in Rumanien, Boris Zderciuc, Paul Petrescu,Tancred Bănățeanu, Bucharest, Editura Meridiane 1964.
Scoarțe romînești, Paul H. Stahl, Paul Petrescu, Editura Meridiane, 1966
Arta populara, Indrumar metodic, Paul Petrescu, Elena Secoșan, București , Comitetul de stat pentru cultură și artă, 1966.
Romanian Textiles, Paul Petrescu, Nicolae Rodna, Gheorghe Serban , ‎ F. Lewis Publishers Limited, 1966
Romanian rugs, Paul Petrescu, Paul H Stahl, Gheorghe Șerban, Radu Sorin, Editura Meridiane  1966.
Meșteșuguri artistice în Romînia, Paul Petrescu, Cornel Irimie,  Bucuresti, Editura Meridiane, 1967.
Handicrafts in Romania,  Cornel Irimie, Paul Petrescu, 1967 
Muzeele capitalei, arte plastice și etnografice, Paul Petrescu, Mircea Popescu, George Oprescu; București, Editura știiințifică, 1967
Arta populara de pe Valea Bistriței, Florea Bobu Florescu, Paul Petrescu, Paul Henri Stahl, Maria Elena Enăchescu, Ed. Academiei , 1969.
Artistic Handicrafts in Romania, Olga Horșia, Paul Petrescu, UCECOM, 1972
Tezaur de arhitectura populara din Gorj, Florea Stănculescu, Adrian Gheorghiu, Paul Petrescu, Craiova, Scrisul romanesc, 1973
Cusături romînești, îndrumări metodice pentru cercurile de pionieri și școlari, Paul Petrescu, Elena Secoșan, Aurelia Doagă,  Consil. nat. al organizației pionierilor, 1973.
Ceramica romînească tradițională, Paul Petrescu, Corina Nicolescu, București, Editura Meridiane, 1974
La habitación campesina en Rumania , sobre la investigación de sus caracterícsticas sulturales, Paul Petrescu,Carlos R Margain Araujo,  National government publication Spanish   México, Sría. de Educación Pública], 1974
Arta populară romînească, Georgeta Stoica, Paul Petrescu, 1981 
Arta populara si decorativa, Paul Petrescu, Mihai Andreescu,et al, Sibiu, Editura Meridiane, 1981.
Arta populara din Mehedinti, Petrescu, Paul, Secoșan, Elena, Georgeta Stoica et al., 1983
Portul popular de sărbătoare în Romînia, Elena Secoșan,  Paul Petrescu, 1984
Romanian folk costume, Elena Secoșan, Paul Petrescu, București, Editura Meridiane, 1985
Rumanian folk art = l'art populaire Roumain. Paul Petrescu, Stella Mary Newton, Elena Secoșan,
German, Bukarest Meridiane-Verlag 1985
Mărginenii Sibiului., Cornel Irimie, Nicolae Dunăre, Paul Petrescu, Institutul de Cercetări Etnologice și Dialectologice, Muzeul Brukenthal Sibiu,  București , Editura Științifică și Enciclopedică, 1985.
Maisons et attenances des paysans roumains de Margina Sibiului (Transylvanie) , Paul Henri Stahl, Paul Petrescu, Gabi Beju, Juliana Fabritius,  Paris, Laboratoire d'anthropologie sociale, 1987.
Case si acareturi taranesti din Margina Sibiului, Paul H Stahl, Paul Petrescu, Paris, Laboratoire d'anthropologie sociale, 1987.
Le costume populaire roumain, Paul Petrescu, Elena Secoșan, București, Editura Meridiane, 1985
Ceramica din Hurez, Paul Petrescu, Paul Stahl  (lb. fr.), București, Editura de stat pentru literaturǎ și artǎ, f.a. 
Dicționar de artă populară, Georgeta Stoica, Paul Petrescu, București, Editura enciclopedică, 1997.
Articole, Paul H Stahl, Paul Petrescu, Paris,  1997
Oameni și case de pe Valea Moldovei , (1928-1953), Paul Henri Stahl, Paul Petrescu,  București , Paideia, 2004.